# Lungring
Lungring (kinesiska: 龙仁, 龙仁乡) är en socken i Kina. Den ligger i den autonoma regionen Tibet, i den sydvästra delen av landet, omkring 98 kilometer norr om regionhuvudstaden Lhasa. Antalet invånare är 4 686. Befolkningen består av 2 374 kvinnor och 2 312 män. Barn under 15 år utgör 32 %, vuxna 15-64 år 61 %, och äldre över 65 år 6,0 %.
Genomsnittlig årsnederbörd är 794 millimeter. Den regnigaste månaden är juli, med i genomsnitt 243 mm nederbörd, och den torraste är november, med 1 mm nederbörd.